# きよしこの夜

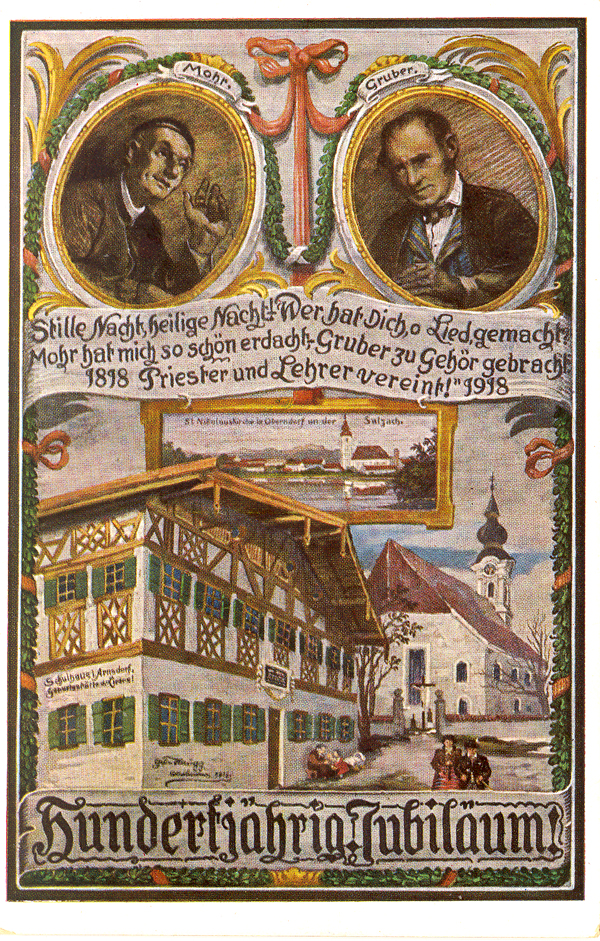
Jubiläumskarte 1918.

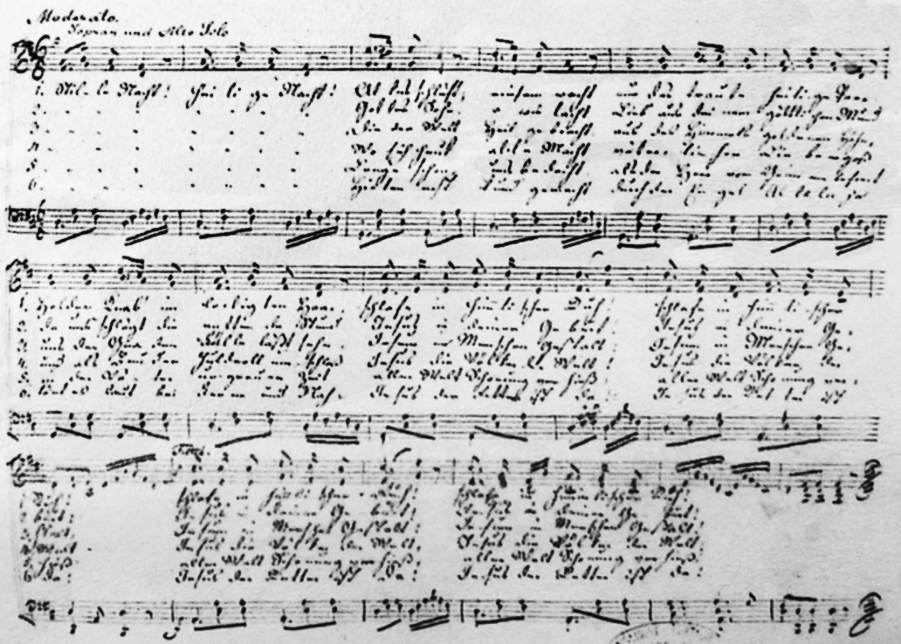
グルーバー自筆

『きよしこの夜』（きよしこのよる、聖しこの夜、清しこの夜、ドイツ語: Stille Nacht）とは、有名なクリスマス・キャロルのひとつ。
原詞の Stille Nacht は、ヨゼフ・モール（Joseph Mohr ; 1792年12月11日-1848年12月4日）によって、ドイツ語で書かれ、フランツ・クサーヴァー・グルーバーによって作曲された。この歌は2011年にオーストリア無形文化遺産（immaterielles Kulturerbe in Österreich）とされている。この曲の英語曲題が「Silent night」（作詞・John Freeman Young）であり、日本語曲題が「きよしこの夜」（作詞・由木康）である。

## 楽曲解説
1818年12月24日にオーストリアのオーベルンドルフの聖ニコラウス教会で初演された。この歌にまつわる逸話として、 "クリスマス・イヴの前日、教会のオルガンが発音できない状態になった（音の出なくなった理由はネズミにかじられた等、諸説あり）。そして、クリスマスに歌う賛美歌の伴奏ができなくなり、急遽ヨゼフは“Stille Nacht”の詞を書き上げ、グルーバーに、この詞にギターで伴奏できる讃美歌を作曲してくれるように依頼を行った。グルーバーは最初「教会でギターを弾いても誰も気に入らないのではないか?」と懸念していたが、ヨゼフの説得もあって詞に曲をつけることを了承した。グルーバーは一晩中懸命に考え続け、ついにこの曲を完成させた。曲が完成したのは教会でミサが始まるわずか数時間前のことであった" というものがあるが、近年の研究ではヨゼフは既に1816年には詩を完成させていたという説が有力である。しかし、グルーバーが短期間で作曲したのは正しいと推測されている。
ドイツの作曲家・グスタフ・ランゲによる、ピアノ独奏用の編曲がある（『百枚の花弁、優雅で華麗な様式の愛好された民謡による幻想曲作品232』の中の1曲として収録）。原曲にない展開部を追加されたりしているが、中級者でも楽しめるようなアレンジに仕上がっている。
1988年に製作された西ドイツ（当時）の映画「マグダレーナ/『きよしこの夜』誕生秘話」は、上記の出来事をベースにし、神父と娼婦の禁じられた恋というフィクションが加えられたものである。
なお現在一般的に歌われているメロディーは、グルーバーの自筆譜と相違がある。ウィーン少年合唱団のレコードの中には、グルーバーの原譜通りのものがある。
1989年にはアイルランド出身のシンガー、エンヤが“Oíche Chiún ”のタイトルで地元のゲール語の歌詞で歌い、発表した。
1993年にはアメリカの音楽プロデューサー、マイク・スパラ（Mike Spalla）が猫の鳴き声をサンプリングした音源と自身の演奏を用いて（「ジングルキャッツ」名義）「きよしこの夜」の歌を作り上げ、アルバム『Meowy Christmas』（邦題：『ミャリークリスマス』）のリード・トラックとして発売された。日本盤は1994年に発売された。日本では「ネコの聖しこの夜」の邦題でシングルカットもされ、1994年12月5日付のオリコン洋楽シングルチャートで7位にランクインされた。

## 歌詞
「きよしこの夜」の歌詞１番だけを、ドイツ語原詩、最もよく歌われていると思われる英語歌詞、日本語歌詞（カトリック聖歌を含む）を示す。
| 外国語 | 日本語 |
| --- | --- |
| ドイツ語原詩 Stille Nacht, heilige Nacht, Alles schläft; einsam wacht Nur das traute hochheilige Paar. (Nur das traute heilige Paar.) Holder Knabe im lockigen Haar, Schlaf' in himmlischer Ruh'! (Schlafe in himmlischer Ruh'!) Schlaf' in himmlischer Ruh'! 英語 (John Freeman Youngによる訳詞) Silent night, holy night All is calm, all is bright Round yon virgin mother and child. Holy infant, so tender and mild, Sleep in heavenly peace, Sleep in heavenly peace. | 静かな夜、聖なる夜、 すべてが眠り、寂しく目覚めている 聖なる夫婦だけが。 巻き毛の美少年、 天国の安らぎで眠れ！ しずけき （カトリック聖歌#111） 静けき真夜中 貧し（まず）し 厩 神のひとり子は 御母の胸に 眠り給う 安らかに。 |

ドイツ語原詩にも、由木康の日本語訳詞にも、現代では難しいと感じる言葉が使われているので、それを修正した歌詞も存在する。

## 日本での受容
「きよしこの夜」にはじまる日本語の歌詞は由木康による。初めて収録されたのは1909年の『讃美歌』第2編である。1961年には小学校6年生の音楽の教科書に採用され、1988年まで掲載されていた。近年では中学校などで英語教育も兼ねて英語の歌詞で歌われている。
なお、日本のカトリック教会においては、別訳にてカトリック聖歌集111番の「しずけき」として親しまれている。
原詞詞名（初行）Stille Nacht, heilige Nacht!
曲名（チューンネーム）STILLE NACHT
ミーター76 77 55(日本語)、Irregular(英語、ドイツ語)
著名な歌手が歌った「きよしこの夜」も存在する。日本の歌手ではザ・ピーナッツが1960年頃に「清しこの夜」と言う題名でレコードをリリースしていた。この曲は「ザ・ピーナッツ メモリーズBOX」に収録されている。
また、TBSが毎年クリスマスの時期に放送している音楽番組『クリスマスの約束』では2009年に番組ホスト役の小田和正、ゲストの大橋卓弥（スキマスイッチ）、根本要（スターダスト・レビュー）、吉岡聖恵（いきものがかり）の4人によるア・カペラで披露。2011年から番組のオープニング・テーマとして使用されているが、2016年の放送（同年12月24日未明（12月23日深夜））では小田、スキマスイッチ（大橋、常田真太郎）、根本、水野良樹（いきものがかり）、和田唱（TRICERATOPS）、松たか子、JUJUにより新たに収録し直している。

## 収録讃美歌
讃美歌（1954年版） 109番
讃美歌第二編 244番
讃美歌21 264番
聖歌 148番
聖歌 (総合版) 96番a （中田羽後訳）
聖歌 (総合版) 96番b （由木康訳）
新聖歌 77番
教会福音讃美歌 93番
新生讃美歌 163番
教会讃美歌 37番
希望の讃美歌 51番
インマヌエル讃美歌 413番
救世軍歌集(1997年版)　45番
日本聖公会聖歌集　74番
カトリック聖歌集 111番

## 関連記事
- 賛美歌
- SILENT NIGHT